# Рэкет (телесериал, 1992)
«Рэкет» («…путём угроз, насилия и шантажа») — российский пятисерийный телевизионный фильм, детективный триллер студии «Ленфильм» и ТПО «Союзтелефильм», снятый в 1992 году Эрнестом Ясаном по сценарию, написанному в соавторстве с Виктором Мережко. Работа над картиной началась в 1989 году и изначально планировалось снять 15-серийный фильм. Прототипом для главного героя стала личность петербургского тележурналиста Александра Невзорова. Телевизионная премьера состоялась по «ОРТ» 22 (1 серия) и 26-29 мая (2-5 серии) 1995 года. 

## Сюжет
Телевизионная программа «Радар», а равно и её ведущий Алексей Корнилов (Владимир Ерёмин), благодаря своим скандальным материалам, посвящённым преступной стороне жизни города, невероятно популярна у зрителей. К тому же, деятельность Корнилова вызывает недовольство местной преступной группировки после того, как он берёт интервью у Гридасова, одного из авторитетов уголовного мира. Гридасова на следующий день находят мёртвым. Корнилов тайно снимает на видео его похороны, на которые собрались преступники всех мастей.
Видеокассета со съёмкой похорон и сам журналист становятся объектами настоящей охоты со стороны организованной преступности.
Тем временем на след группировки выходит капитан милиции Дмитрий Глазков (Сергей Шкаликов), узнавший о поставках крупных партий наркотиков в гробах с телами погибших солдат. Пути Глазкова и Корнилова пересекаются…

## В ролях
- Владимир Ерёмин — Алексей Дмитриевич Корнилов, тележурналист (прототип — Александр Невзоров)
- Сергей Шкаликов — Дмитрий Сергеевич Глазков, капитан милиции, бывший «афганец»
- Наталья Данилова — Алёна, жена Корнилова
- Анна Самохина — Настя, дочь Сабура
- Ирина Климова — Люся, журналист
- Виктор Ильичёв — Витя, оператор Корнилова
- Александр Демьяненко — Обозов Гаврила Иванович
- Владимир Юматов — Титов, редактор
- Иван Мережко — Ваня, сын Корнилова
- Александр Сластин — Борис
- Виктор Мережко — Сабур Владимир Иванович, адвокат (роль озвучивал Николай Буров)
- Михаил Васьков — Коля, шофёр «Москвича»
- Аркадий Коваль —  Виктор «Шплинт», племянник Обозова
- Андрей Ургант — Андрей Львович Свиридов, директор универмага
- Валерий Смоляков — Леонид Иванович Смоляков, председатель Гостелерадио
- Валерий Кузин — Иван Макарович Паршин
- Болот Бейшеналиев — Мустафа Калабаев
- Николай Лавров — Геннадий Бармин, генерал
- Виктор Степанов — Виктор Фёдорович Пантелеев (роль озвучивал Вадим Яковлев)
- Юрий Кузнецов — капитан ОБХСС Ветров
- Юрий Соловьёв — начальник автомастерской
- Генрикас Кураускас — Евгений Гридасов
- Габриэль Воробьёв — Валери, модель
- Юрий Гальцев — наркокурьер Сырулиев
- Юрий Башков — милиционер
- Валерий Кравченко — Олег Павлович Дегтярь, директор мясокомбината
- Татьяна Иванова — Таня, соседка Корниловых
- Ольга Волкова — Клавдия Петровна, мать Мельникова
- Александр Суснин (4 и 5 серии) — сторож на кладбище
- Иван Криворучко — прокурор
- Виктор Михайлов — Дегтярь, инженер на мясокомбинате
- Ольга Самошина — Анна Борисовна Матросова, заведующая секцией скобяных изделий в универмаге
- Светлана Киреева — мать Виктора «Шплинта»
- Анатолий Журавлёв — Филимонов, подсудимый, один из братьев
- Ивар Калныньш — Сергей Гридасов
- Самвел Мужикян — наркоман-бандит
- Станислав Ландграф — Валентин Степанович Николаев, участник презентации
- Шерхан Абилов — сотрудник КГБ
- Геннадий Ветров — камео
- Андрей Краско — клоун
- Дмитрий Нагиев — задержанный в камере, эпизод
- Владимир Зайцев — эпизод